# Graham Roberts
Graham Paul Roberts (Southampton, 3 luglio 1959) è un ex calciatore e allenatore di calcio inglese, di ruolo difensore.

## Palmarès

### Giocatore

#### Club

##### Competizioni nazionali
- Coppa d'Inghilterra: 2

Tottenham: 1980-1981, 1981-1982
- Community Shield: 1

Tottenham: 1981
- Campionato scozzese: 1

Rangers: 1986-1987
- Coppa di Lega scozzese: 2

Rangers: 1986-1987, 1987-1988
- Second Division: 1

Chelsea: 1988-1989
- Full Members Cup: 1

Chelsea: 1989-1990

##### Competizioni internazionali
- Coppa UEFA: 1

Tottenham: 1983-1984